# Carlos Westendorp

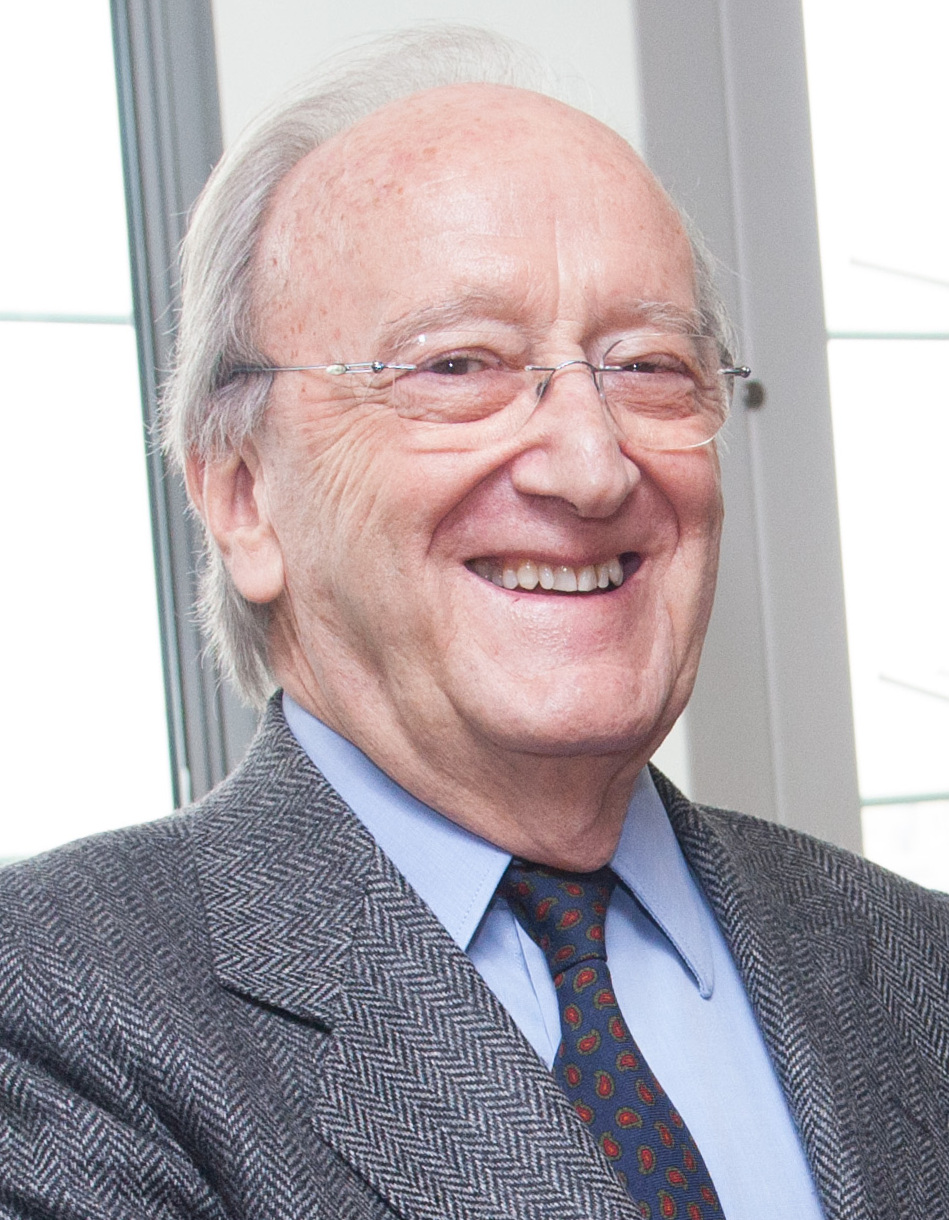
Carlos Westendorp

Carlos Westendorp y Cabeza, född 7 januari 1937 i Madrid, är en spansk diplomat och politiker (PSOE).
Efter juristexamen tjänstgjorde Westendorp på utrikesministeriet från 1965, deltog i förhandlingarna om spanskt medlemskap i Europeiska gemenskapen och var EG-ambassadör 1985-1991. Han var därefter statssekreterare på utrikesministeriet med ansvar för Europafrågor 1991-1995, Spaniens utrikesminister 1995-1996, FN-ambassadör 1996-1997, EU:s höga representant i Bosnien och Hercegovina 1997-1999 och ambassadör i Washington D.C. 2004-2008.
I egenskap av EU:s höge representant beslöt Westendorp 1998 att Bosnien och Hercegovinas dåvarande flagga skulle bytas ut och ersättas med den nuvarande. Motivet var att flagga skulle vara neutral i förhållande till äldre symboler och på så sätt kunna representera alla folkgrupper i landet.